# Domenika Ahlrichs

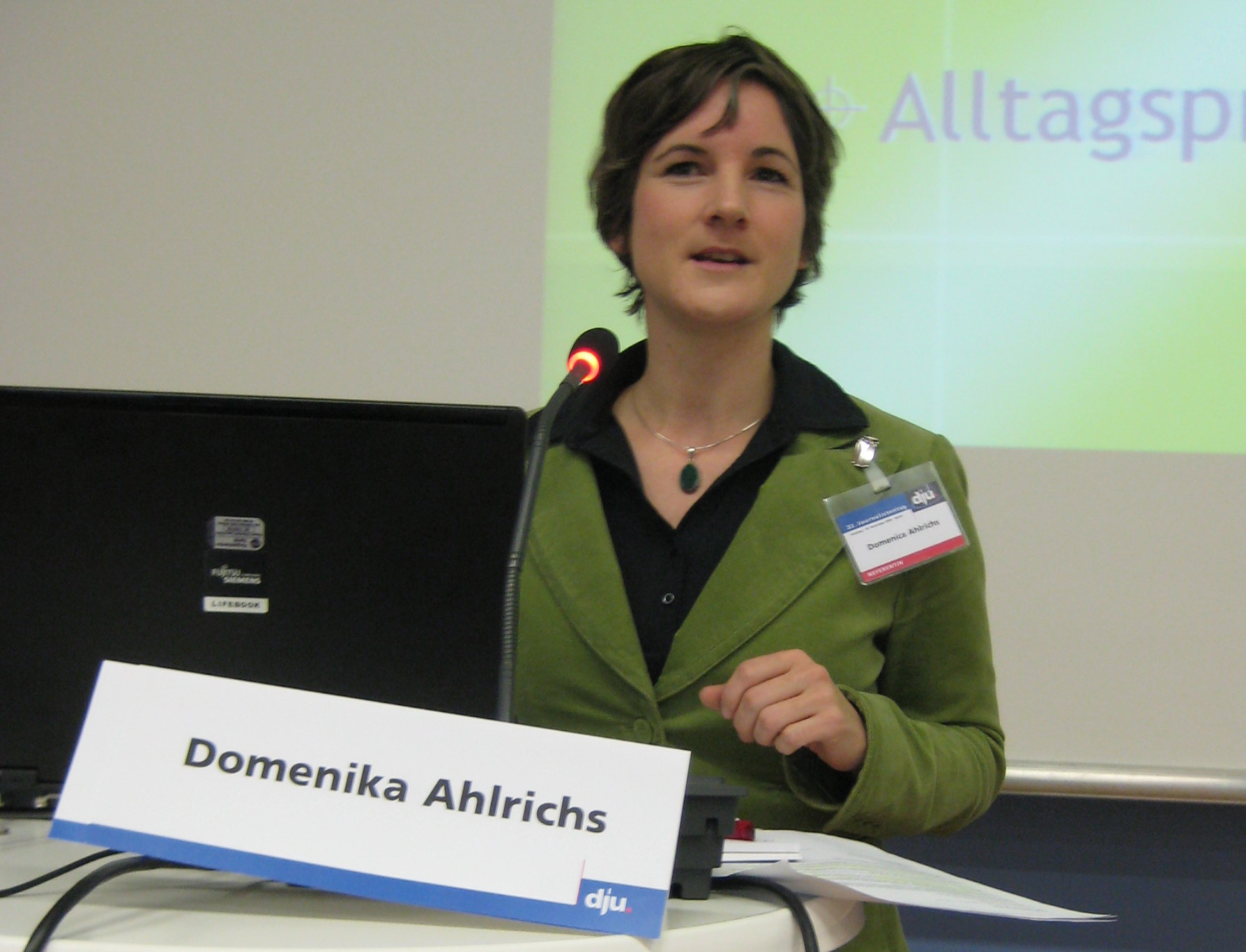
Domenika Ahlrichs beim 22. Journalistentag der dju 2008 in Berlin

Domenika Ahlrichs (* 30. April 1973) ist eine ehemalige deutsche Journalistin. Vom 1. August 2007 bis zum 31. Dezember 2009 war sie Chefredakteurin der Netzeitung. Danach war sie von 2011 bis Ende 2015 stellvertretende Chefredakteurin von Zeit Online. Anfang 2016 wurde sie als stellvertretende Chefredakteurin verantwortlich für das Online-Angebot von Wired Germany. Im Januar 2018 verließ Ahlrichs den Journalismus und ist seitdem als Grundschullehrerin in Berlin tätig.

## Leben
Domenika Ahlrichs, die Tochter eines Pastors und Urenkelin von Theodor Ahlrichs, hatte ursprünglich neben dem Journalismus als Berufsziel den Wunsch, Pastorin oder Lehrerin zu werden. Sie studierte Amerikanistik und Germanistik an der Ruprecht-Karls-Universität Heidelberg sowie an der Wesleyan University in den USA. Ihr Studium schloss sie als Magistra ab. Ihre journalistische Ausbildung erhielt sie 2001/2002 als Volontärin an der Evangelischen Journalistenschule in Berlin, an der sie später auch als Dozentin tätig war.
Mit der Netzeitung kam sie über ein Praktikum während ihrer Ausbildung an der Evangelischen Journalistenschule in Kontakt. Sie arbeitete für die Frankfurter Rundschau, Spiegel Online und das Kulturradio des rbb. Für die Online-Zeitung arbeitete sie parallel zunächst ab 2003 als freie Mitarbeiterin. Im August 2005 übernahm sie die Funktion der Chefin vom Dienst und wurde im April 2006 Stellvertreterin des Chefredakteurs und Netzeitung-Gründers Michael Maier, der Ende 2006 ausschied. Domenika Ahlrichs wurde im August 2007 als Nachfolgerin der zeitweiligen Chefredakteurs-Doppelspitze Michael Angele und Matthias Ehrlert zur alleinigen Chefredakteurin der Netzeitung berufen. Diese Tätigkeit endete mit der Umwandlung der Netzeitung zu einem automatisierten Newsportal Ende 2009.
Von Januar 2008 bis Juli 2009 war sie zudem Mitglied der Chefredaktion der Berliner Zeitung. Für die Zeitung entwickelte sie einen neuen Online-Auftritt mit. Am 1. Februar 2011 wurde  sie stellvertretende Chefredakteurin von Zeit Online. Sie verließ die Redaktion von Zeit Online im Dezember 2015 und wurde durch Maria Exner ersetzt. Seit dem 4. Januar 2016 arbeitete Ahlrichs als stellvertretende Chefredakteurin der deutschen Ausgabe des US-amerikanischen Magazins Wired.
2008 gehörte sie der Jury zur Verleihung des WebFishs an, der Auszeichnung des Gemeinschaftswerks der evangelischen Publizistik und der EKD für „besonders gelungene christliche Internetangebote“.
Ihre Tätigkeit als Journalistin bezeichnet sie als „Traum-Beruf“. Über Boulevard-Journalismus sagte sie: „Mich törnt schlechter Boulevard-Journalismus ab, wenn ich sehe, wie da mit Menschenschicksalen umgegangen wird. Das möchte ich gar nicht sehen.“ Als journalistisches Vorbild nannte sie – mit Einschränkung, seit seine Polit-Sendung  Hart aber fair im Ersten Programm ausgestrahlt wird – Frank Plasberg.
Sie gehörte zu den Unterstützern der Charta der Digitalen Grundrechte der Europäischen Union, die Ende November 2016 veröffentlicht wurde.